# Leona Paraminski
Leona Paraminski Komljenović (Zagreb, 22. kolovoza 1979.) je hrvatska filmska, televizijska i kazališna glumica.

## Životopis

### Karijera
Glumiti je počela već u osnovnoj školi u Vrbovcu, a njena prva uloga bila je uloga Pepeljuge u osnovnoškolskoj predstavi. Akademiju je upisala 1997. godine i završila 2001. Leona je već odigrala mnogobrojne kazališne uloge, a dobitnica je «Zlatne Arene 2002.» za glavnu žensku ulogu u filmu Davora Žmegača "Prezimiti u Riju". 
Proglašena je 2. najatraktivnijom ženom na temelju glasovanja portala Iskon 2005., slično se plasirala i u istraživanju provedenom u «Globusu». Ona i Mia Begović kume su «CineStara». 

### Privatni život
10. svibnja 2012. godine udala se za Tina Komljenovića.

## Filmografija

### Televizijske uloge
- "Budva na pjeni od mora" kao Mila Kovač (2014. – 2015.)
- "Tajne" kao Ana Jakelić (2013. – 2014.)
- "Loza" kao Maja Gamulin (2011. – 2012.)
- "Najbolje godine" kao Majda Botica (2009. – 2010.)
- "Dobre namjere" kao Lada Banov Kolić (2007. – 2008.)
- "Obični ljudi" kao Dolores Pavlović Čerenšek (2007.)
- "Osvajanja Ljudevita Posavca" (2004.)

### Filmske uloge
- "Nije sve u lovi" kao Dijana (2013.)
- "Mezanin" kao Ona (2011.)
- "Tulum" kao Ona (2009.)
- "Pravo čudo" kao Sanja (2007.)
- "Mrtvi kutovi" kao Ana (2005.)
- "Pod vedrim nebom" kao narkomanka (2005.)
- "Seks, piće i krvoproliće" kao Martina (2004.)
- "Družba Isusova" kao grofica Maria (2004.)
- "Leti, leti" kao Dina (2003.)
- "Ispod crte" kao Zrinka (2003.)
- "Prezimiti u Riju" kao Monika (2002.)
- "Suša" kao djevojka (2002.)
- "Polagana predaja" kao Lidija (2001.)
- "Nebo, sateliti" kao Jelena (2000.)
- "Najmanji čovjek na svijetu" (2000.)
- "Vinko na krovu" (2000.)
- "Četverored" kao sestra u dvorcu (1999.)
- "Bogorodica" kao Radina žena (1999.)

### Sinkronizacija
- "Ledeno doba: Veliki udar" kao Shira (2016.)
- "Ledeno doba 4: Zemlja se trese" kao Shira (2012.)
- "Princ od Egipta" kao Mirjam (2006.)
- "Casperov najbolji Božić" kao Jolly (2002.)

## Vanjske poveznice
- Leona Paraminski u internetskoj bazi filmova IMDb-u (engl.)
- Intervju s glumicom iz časopisa "Glorija"  Arhivirana inačica izvorne stranice od 12. rujna 2008. (Wayback Machine)
- Udala se Leona Paraminski  Arhivirana inačica izvorne stranice od 7. rujna 2016. (Wayback Machine)